# Óxido de cobre(I)
O óxido  de cobre(I) ou óxido cuproso (Cu2O). É insolúvel em água e solventes orgânicos, mas se dissolve em soluções amoniacais concentradas formando o complexo [Cu(NH3)2]+, que facilmente se oxida ao ar ao composto azulado [Cu(NH3)4(H2O)2]2+. Se dissolve em ácido clorídrico dando HCuCl2 (um complexo de CuCl), solúvel em ácido sulfúrico e ácido nítrico produzindo sulfato de cobre(II) e nitrato de cobre(II), respectivamente.